# Bạo loạn Hy Lạp 2008
Từ cái chết của cậu học sinh 15 tuổi Alexis Grigoropoulos (Andreas Grigoropoulos hay Alexandros Grigoropoulos), những cuộc bạo loạn, biểu tình, đình công đã diễn ra, dẫn tới cuộc khủng hoảng chính trị mới tại Hi Lạp.

## Vụ nổ súng
Cậu bé thiệt mạng do vết đạn xuyên qua ngực trong cuộc đụng độ giữa cảnh sát với một nhóm 30 thanh niên tối hôm thứ 7, 6/12. Viên sĩ quan đã xả súng cho biết anh bắn hai phát lên không trung và một phát xuống đất nhưng viên đạn thứ ba bật lên và lao thẳng vào ngực cậu bé 15 tuổi.

## Bạo loạn
Chỉ vài giờ kể từ khi Grigoropoulos thiệt mạng, bạo lực đã bùng lên ở nhiều thành phố lớn của Hy Lạp. Trong vụ mới nhất này, cả hai sĩ quan liên quan tới vụ án mạng đã bị bắt giữ, bị truy tố vì tội giết người. Bộ trưởng Nội vụ Prokopis Pavlopoulos cùng viên phó của ông đệ đơn từ chức, nhưng cũng không được chấp nhận. Sáng sớm hôm 7/12, đoàn người biểu tình tràn xuống các con phố ở Athens, Thessaloniki, Patra..., đốt cháy nhiều xe ô tô, phá hủy các nhà băng và cửa hàng. Nhiều vụ nổi loạn khác tiếp tục diễn ra ở khắp nơi trên đất nước Hy Lạp khi người biểu tình ném đá vào cảnh sát. Còn phía cảnh sát đáp trả bằng hơi cay. Những người nổi loạn ở Hy Lạp coi quận Exarchia là pháo đài của họ và thường xuyên lừa cảnh sát vào các ổ phục kích rồi tấn công họ với đá và bom lửa. Khi trời sáng, các đội cứu hộ đã đi dập các đám cháy trong khi các sinh viên rút về Đại học Bách khoa AthensCho tới ngày 9/12, Lực lượng cứu hỏa Hy Lạp thông báo những kẻ phá hoại đã đốt cháy 24 ngân hàng, 35 cửa hiệu, 22 xe, 12 ngôi nhà, 63 thùng rác, 7 bến xe buýt ở Athens. Tại Patras có một ngân hàng, một xe cảnh sát, 4 xe con bị đốt phá. Tại Thessaloniki, 9 ngân hàng, Macedonia-Thrace, 7 chiếc xe, căng tin Đại học Aristotelion và ba công trường xây dựng tàu điện ngầm bị phá hoại.. Theo lực lượng cứu hỏa, những người biểu tình đã sử dụng chai cháy để tấn công nên gây ra các tổn thất lớn. Một trong những quan sát sắc sảo nhất là từ Nikos Konstandaras, chủ bút của tờ Kathimerini, một trong những tờ báo có uy tín nhất của Hy Lạp. Ông nhận xét: "Máu của Grigoropoulos sẽ được dùng để gắn kết mọi cuộc nổi dậy phản kháng thành một khối chung để chống lại mọi cái xấu xa trong xã hội.

"Nó cũng sẽ nhanh chóng được tận dụng bởi bất cứ ai có thù hằn với nhà nước, chính phủ, hệ thống kinh tế, các quyền lực nước ngoài, chủ nghĩa tư bản... Cho tới trước lễ mai táng Alexandros Grigoropoulos hôm 9/12, các vụ tấn công vẫn tiếp tục diễn ra, buộc Thủ tướng Costas Karamanlis phải tuyên bố sẽ không nhẹ tay với những kẻ nổi loạn. "Không ai có quyền sử dụng thảm kịch này làm cái cớ để gây ra tình trạng bạo lực chống lại người dân vô tội, tài sản của họ và cả xã hội, chống lại nền dân chủ" - ông nói sau cuộc họp khẩn với Tổng thống Karolos Papoulias - "Tôi đã đảm bảo với tổng thống rằng sẽ không có sự khoan dung, nhân nhượng nào trong việc bắt giữ những kẻ có trách nhiệm". Cảnh sát đã bắt giữ thêm 89 người vào cuối ngày 8/12 trong khi hơn 100 người khác đã bị bắt giữ để thẩm vấn.Và tình trạng bạo lực đã mở ra cơ hội để các đảng đối lập thoải mái tấn công chính phủ. "Đất nước này không có chính phủ" - lãnh đạo đảng Xã hội đối lập George Papandreou nói - "Sự hỗn độn này là kết quả của các quyết định và những sai sót được đưa ra bởi một chính phủ giờ đã trở nên nguy hiểm đối với người dân Hy Lạp". Trong khi bạo loạn đường phố căng thẳng và lan rộng tại hơn mười thành phố lớn trong cả nước, ngày 10-12, Tổng liên đoàn Lao động (GSEE) và Liên hiệp Công đoàn viên chức (ADEDY) phát động cuộc tổng bãi công 24 giờ tại Athens để phản đối chính sách kinh tế của chính phủ. Đảng Xã hội đối lập yêu cầu Chính phủ từ chức và kêu gọi tổ chức bầu cử trước thời hạn để chấm dứt tình trạng bạo động. Bạo lực nổ ra trong cuộc tuần hành tại Athens chủ nhật để đánh dấu kỷ niệm đầu tiên của việc cảnh sát bắn súng của một thiếu niên có cái chết gây ra vụ bạo loạn lớn. Grigoropoulos đã bị giết bởi đạn của cảnh sát vào tối ngày 6 tháng 12 năm 2008. Trong vòng một vài giờ sau cái chết của ông, cuộc bạo động lan rộng từ thủ đô Hy Lạp tới nhiều thành phố trong cả nước, với cảnh sát dường như bất lực để ngăn chặn thanh niên từ đập, cướp bóc và đốt cháy các cửa hàng trong bạo lực mà tiếp tục cho hai tuần.
Ngày 17 tháng 12, hàng chục nghìn người đã tham gia cuộc tuần hành hòa bình hàng năm ở thủ đô Athens, Hy Lạp để đánh dấu ngày nổ ra cuộc nổi dậy trong sinh viên tháng 11/1973.
Không khí cuộc tuần hành năm nay có phần căng thẳng, do hệ quả vụ cảnh sát bắn chết một thanh niên ở Athens cách đây gần một năm. Những người tuần hành vừa đi vừa khua trống, hô khẩu hiệu phản đối chủ nghĩa tư bản, phản đối Tổ chức Hiệp ước Bắc Đại Tây Dương (NATO) và đòi người Mỹ rút về nước.
Nhiều cửa hiệu đã phải đóng cửa, giao thông bị ngừng trệ khi đoàn tuần hành rời trường Đại học Bách khoa Athens, đi qua trung tâm thủ đô và tiến về phía Đại sứ quán Mỹ. Những người tuần hành cho rằng Washington đã ủng hộ chính quyền quân sự Hy Lạp thời đó trấn áp cuộc nổi dậy làm hàng chục sinh viên thiệt mạng.
Khoảng 6.500 cảnh sát được triển khai khắp Athens nhằm tránh để xảy ra những hành động quá khích, nhất là tại trụ sở Đại sứ quán Mỹ. An ninh tại các đại sứ quán khác, trụ sở các bộ và văn phòng các công ty nước ngoài cũng được tăng cường, do những địa điểm này thường là mục tiêu tấn công trong các cuộc tuần hành trước đó.
Cảnh sát buộc phải dùng hơi cay giải tán hàng trăm thanh niên tự xưng là các phần tử vô chính phủ, sau khi những người này ném đá vào họ, đốt các thùng rác và phá hỏng nhiều xe ôtô. Ít nhất 13 cảnh sát đã bị thương trong các cuộc đụng độ này. Cảnh sát cũng đã bắt giữ hơn 200 người do phát hiện những đối tượng này mang theo bom xăng.
Đụng độ giữa cảnh sát chống bạo loạn và thanh niên cũng đã xảy ra trong cuộc biểu tình tại thành phố Thessaloniki, lớn thứ hai Hy Lạp. Trong khi đó, tại một trường đại học ở Athens, 10 người thuộc nhóm ủng hộ đảng Dân chủ Mới bảo thủ ở Hy Lạp đã phải nhập viện trong vụ va chạm với một nhóm ủng hộ cánh tả.